# Championnats d'Europe de tennis de table 2000
Navigation
Édition précédente Édition suivante
Les championnats d'Europe de tennis de table 2000, vingt-deuxième édition des championnats d'Europe de tennis de table, ont lieu du 21 avril au 1er mai 2000 à Brême, en Allemagne.
Le titre messieurs par équipes est remporté par l'équipe de Suède (Jan-Ove Waldner, Jörgen Persson, Peter Karlsson) devant l'équipe d'Allemagne (Jörg Roßkopf, Timo Boll, Peter Franz, Steffen Fetzner).
Le titre simple messieurs est remporté par Peter Karlsson.

## Médaillés
| Épreuves | Or                                       | Argent                            | Bronze                        |
| -------- | ---------------------------------------- | --------------------------------- | ----------------------------- |
| Hommes   |                                          |                                   |                               |
| Equipes  | Suède                                    | Allemagne                         | Pologne                       |
| Equipes  | Suède                                    | Allemagne                         | Danemark                      |
| Simple   | Peter Karlsson                           | Zoran Primorac                    | Jan-Ove Waldner               |
| Simple   | Peter Karlsson                           | Zoran Primorac                    | Petr Korbel                   |
| Double   | Jean-Philippe Gatien Patrick Chila       | Kalinikos Kreanga Ilija Lupulesku | Karl Jindrak Werner Schlager  |
| Double   | Jean-Philippe Gatien Patrick Chila       | Kalinikos Kreanga Ilija Lupulesku | Lars Hielscher Thomas Keinath |
| Femmes   |                                          |                                   |                               |
| Equipes  |                                          |                                   |                               |
|          |                                          |                                   |                               |
| Simple   | Qianhong Gotsch                          | Mihaela Steff                     | Tamara Boros                  |
| Simple   | Qianhong Gotsch                          | Mihaela Steff                     | Jie Schöpp                    |
| Double   | Csilla Batorfi Krisztina Toth            | Xialian Ni Peggy Regenwetter      | Elke Schall Nicole Struse     |
| Double   | Csilla Batorfi Krisztina Toth            | Xialian Ni Peggy Regenwetter      | Asa Svensson Marie Svensson   |
| Mixte    |                                          |                                   |                               |
| Double   | Aleksandar Karakasevic Rūta Paškauskienė | Ilija Lupulesku Marie Svensson    | Ntaniel Tsiokas Jie Schöpp    |
| Double   | Aleksandar Karakasevic Rūta Paškauskienė | Ilija Lupulesku Marie Svensson    | Roko Tosic Sandra Paović      |